# Une femme sous la pluie
Pour plus de détails, voir Fiche technique et Distribution.
Une femme sous la pluie (Una mujer bajo la lluvia) est un film espagnol réalisé par Gerardo Vera, sorti en 1992.

## Fiche technique
Sauf indication contraire, les informations mentionnées dans cette section peuvent être confirmées par les bases de données cinématographiques IMDb et Allociné,  présentes dans la section « Liens externes ».
- Titre original : Una mujer bajo la lluvia
- Titre français : Une femme sous la pluie
- Réalisation : Gerardo Vera
- Scénario : Manu Hidalgo, d'après l'œuvre de Edgar Neville, Carmen Posadas, Gerardo Vera
- Production : Andrés Vicente Gómez
- Direction artistique : Salvador Bachiller, José Miguel Bombín, Txuno Etxaniz, Friki, Mikel Izaguirre, José Manuel López L., Diego Salcedo, Juan Ignacio Viñuales
- Musique : Mariano Díaz
- Montage : Pablo G. del Amo
- Décors : Ana Alvargonzález
- Costume : María Luisa Zabala
- Maquillage : Jorge Hernández Lobo, Juan Pedro Hernández, José Luis Muñoz
- Effets spéciaux : Reyes Abedes
- Mixage : Luis Castro, Carlos Faruolo, Francisco Peramos, Antonio Illán
- Pays d'origine :  Espagne
- Genre : Comédie
- Langue : Espagnol
- Dates de sortie : 1992

## Distribution
Sauf indication contraire, les informations mentionnées dans cette section peuvent être confirmées par les bases de données cinématographiques IMDb et Allociné,  présentes dans la section « Liens externes ».
- Ángela Molina : Mercedes
- Antonio Banderas (VF : Bernard Gabay) : Miguel
- Imanol Arias : Ramón
- Kiti Mánver : Alicia
- Marta Fernández Muro : Clara Isabel
- Mary Carmen Ramírez : Luisita
- Carlos Hipólito : Alfonso
- Jeannine Mestre : Patricia
- Manuel Alexandre : Don Emilio
- Mary Carrillo : la mère de Ramón
- Conchita Montes : Tía Amparitxu
- Mayrata O'Wisiedo : Doña Milagros
- Javier Gurruchaga : le narrateur